# スノー・クイーン 〜雪の女王〜
『スノークイーン 〜雪の女王〜』（原題：Snow Queen）は、2002年製作のアメリカのテレビ映画。アンデルセンの童話「雪の女王」を下敷きにしている。日本では劇場未公開。

## キャスト
| 役名                 | 俳優                     | 日本語吹替                 |
| -------------------- | ------------------------ | -------------------------- |
| 雪の女王             | ブリジット・フォンダ     | 勝生真沙子                 |
| ゲルダ               | チェルシー・ホッブス     | 坂本真綾                   |
| カイ                 | ジェレミー・ギルボート   | 浪川大輔                   |
| ウォルフガング       | ロバート・ウィズデン     | 土師孝也                   |
| シロクマ             | ダニエル・ペイン         | 江原正士                   |
| ミナ                 | ワンダ・キャノン         | 小宮和枝                   |
| 春の魔女             | ジェニファー・クレメント | 安達忍                     |
| 市長（ラトガー）     | ダンカン・フレイザー     | 益富信孝                   |
| エイミー             | レイチェル・ヘイワード   | 堀江真理子                 |
| 夏の王女             | キラ・クラベル           | 本田貴子                   |
| 秋の山賊             | スージー・ジョアキム     | 唐沢潤                     |
| 山賊娘               | メーガン・ブラック       | くまいもとこ               |
| チェン               | アレクサンダー・ホイ     | 田野恵                     |
| ヘルメット           | セイジ・ブロックルバンク | 斉藤次郎                   |
| デルフォント         | ダニエル・ギリーズ       | 鳥海勝美                   |
| チャールズ・デムーア | エイドリアン・ホームズ   | 岩崎ひろし                 |
| レジナルド           | クリス・ポープ           | 中國卓郎                   |
| ロスティン伯爵       | マーカス・ウェルビー     | 田中一永                   |
| その他               |                          | 西前忠久 山門久美 青山桐子 |
|                      |                          |                            |
| 演出                 |                          | 羽田野千賀子               |
| 翻訳                 |                          | 原口真由美                 |
| 録音・調整           |                          | 白井康之                   |
| プロデューサー       |                          | 安藤功史 （日活）          |
| 制作                 |                          | プロセンスタジオ           |